# Эвакуация (фильм, 1956)
«Эвакуация» (фин. Evakko) — финский художественный фильм, снятый режиссёром Вилле Салминеном в 1956 году.

## Сюжет
Фильм поставлен по мотивам одноимённого романа (Evakko) Унто Сеппянена.
Фильм повествует о вынужденном перемещении карельской сельской общины из-за начавшейся «Зимней войны».

## В ролях
- Сантери Карило — Аато Никканен
- Линда Лампинен — Улла Никканен
- Эйла-Каарина Ройне — Сирка Никканен
- Айно-Майя Тикканен — Элви Никканен
- Тауно Сёдер — Арво Никканен
- Карло Вильска — Ристо
- Кертту Хямеранта — Аина
- Лина Корхонен — Аира
- Мириам Салминен — Ханна
- Сакари Юркка — Отто
- Матти Орависто — Тауно
- Вилле-Вейкко Салминен — лейтенант Джокело
- Лаури Ламмела — раненый солдат

### в эпизодах
Ульяс Кандолин, Антон Сойни, Вяйно Парвиайнен, Рауни Луома, Пертти Векстрем, Май-Брит Хельё, Тойво Лахти, Кертту Сэлми, Харри Синиярви, Пиа Хаттара, Хейкки Пакален, Отто Нора, Вейко Линна, Матти Куусла, Джалмари Парикка, Артту Суунтала, Уолеви Лённберг, Яана Салминен, Тимо Салминен, Юха Салминен, Ритва Валкама, Кауко Вуоренсола, Экке Хямяляйнен, Анникки Линнойла.

## Над фильмом работали
- Продюсер: Мауно Мякеля.
- Режиссёр: Вилле Салминен.
- Сценаристы: Юсси Талви, Вилле Салминен, Унто Сеппянен.
- Оператор: Унто Кумпулайнен.
- Художник: Вилле Салминен.
- Монтажер: Нилс Холм.
- Композитор: Гарри Бергстрём.
- Директор: Вилле Салминен.

## Награда
Актёру Сантери Карило была вручена премия «Юсси» (1956) за лучшую мужскую роль.